# Dilton Marsh
Dilton Marsh est une paroisse civile et un village du Wiltshire, en Angleterre.